# Österreichischer Rippensame
Der Österreichische Rippensame (Pleurospermum austriacum), auch Österreichkümmel genannt, ist eine Pflanzenart aus der Gattung der Rippensamen (Pleurospermum) innerhalb der Familie der Doldenblütler (Apiaceae). Sie gedeiht in europäischen Gebirgen.

## Beschreibung

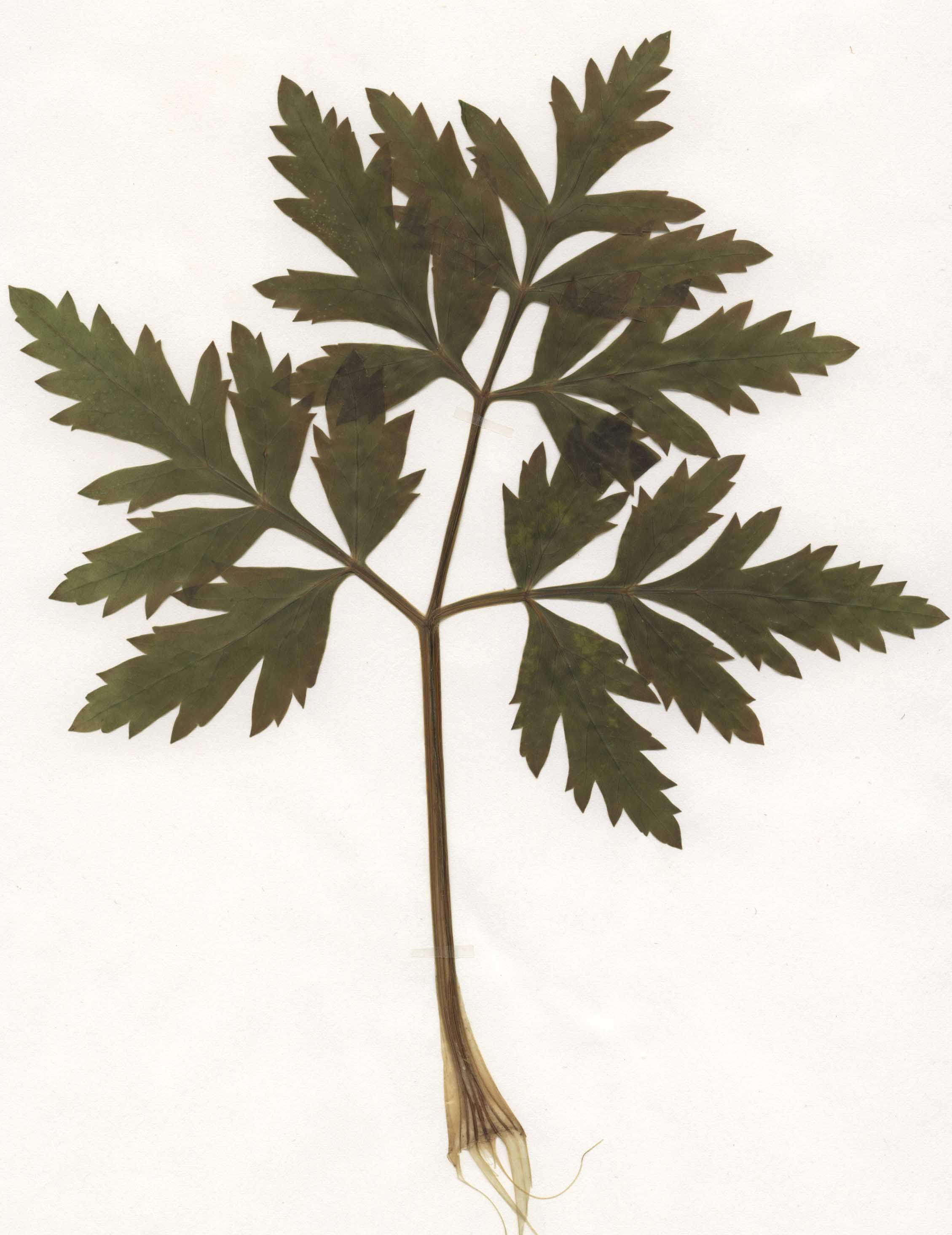
Herbarbeleg eines Stängelblatts

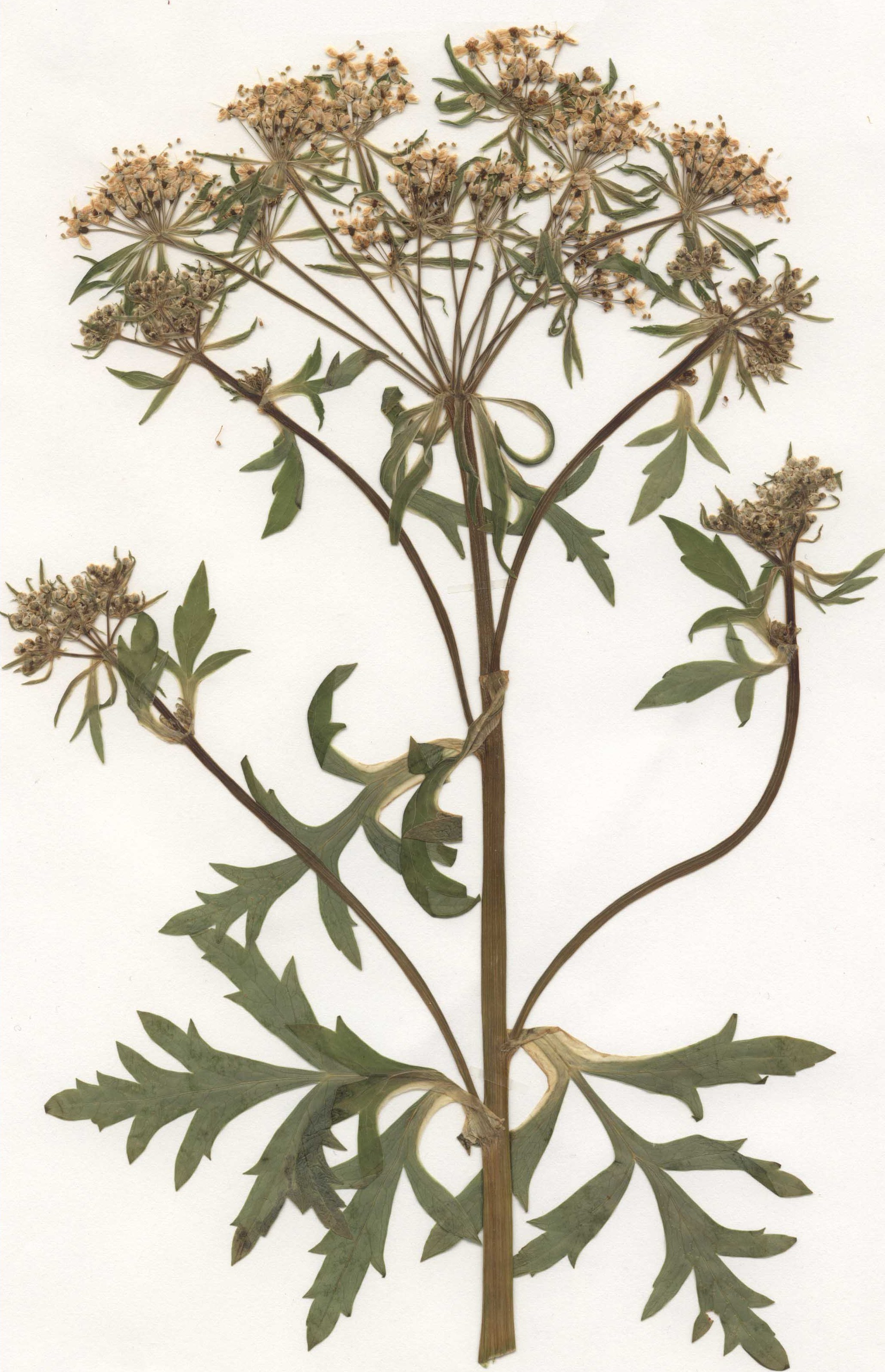
Herbarbeleg mit Blütenstand (bitte keine Pflanzenteile Naturbeständen entnehmen)

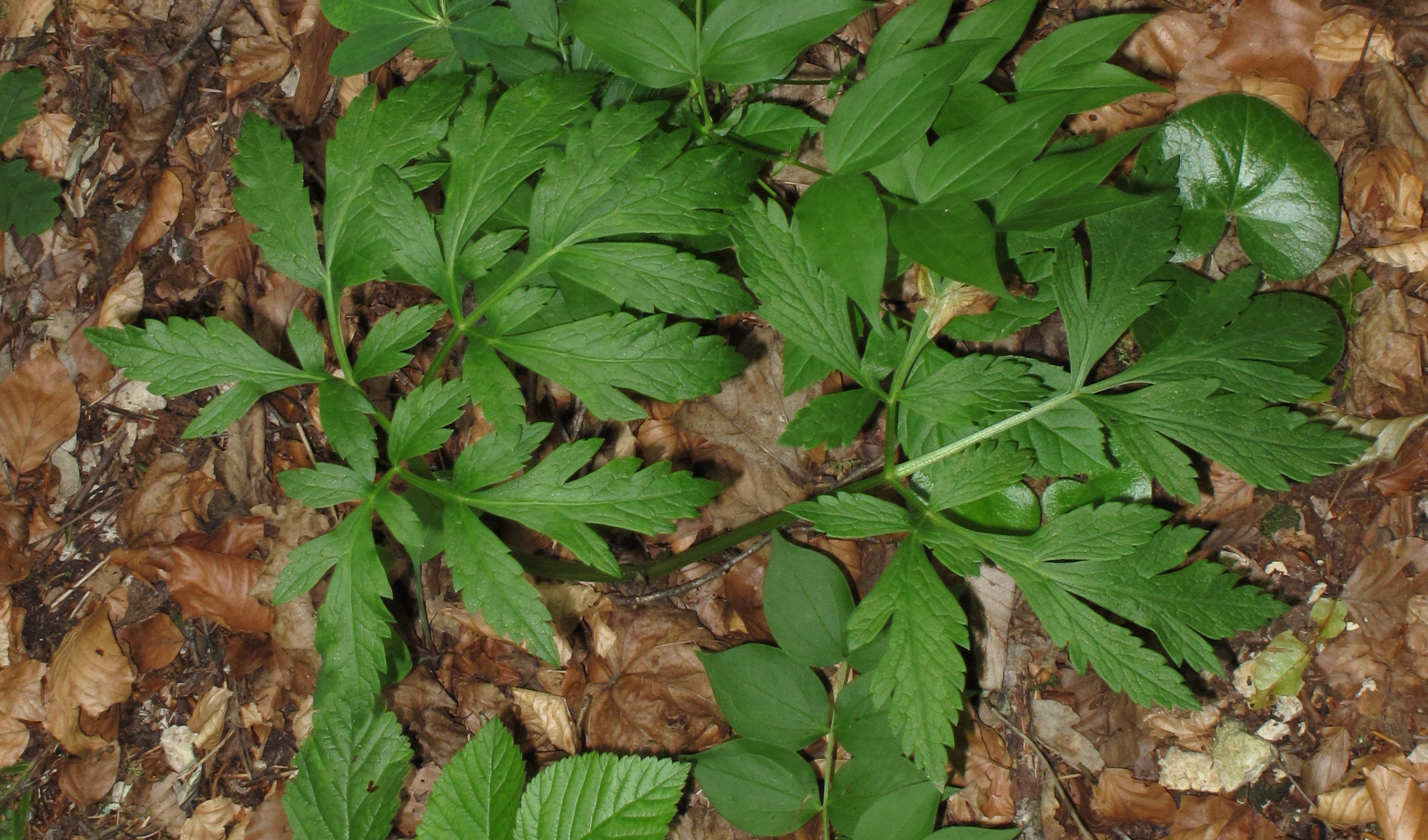
Laubblätter

### Vegetative Merkmale
Der Österreichische Rippensame ist eine zweijährige bis mehrjährige krautige Pflanze und erreicht Wuchshöhen von 60 Zentimetern bis zu 1,5, selten bis zu 2 Metern. Jedes Pflanzenexemplar stirbt nach der Samenreife ab. Der Stängel ist ganz oben verzweigt mit kurzen Seitenästen und kahl bzw. darunter auch papillös-kurz behaart.
Die Laubblätter sind in Blattscheide, Blattstiel und Blattspreite gegliedert. Die Blätter ziehen sich flügelartig am Blattstiel herab und sind am Rand dicht papillös. Die Blattspreite ist doppelt (bis dreifach) fiederschnittig, die Fiederabschnitte sind lang ausgezogen und besitzen am Rand wenige Zähne. Die unteren Laubblätter sind sehr groß, gestielt und im Umriss dreieckig-eiförmig. Die oberen Laubblätter sind kleiner, weniger zerteilt und auf den kurzen, etwas aufgeblasenen, hautrandigen Blattscheiden sitzend.

### Generative Merkmale
Die Blütezeit reicht von Juni bis August. Der relativ große doppeldoldige Blütenstand besitzt 12 bis 20 (bis zu 40) Doldenstrahlen und einen Durchmesser bis zu 20 Zentimetern. Die Dolden besitzen zahlreiche Hüllblätter und die Döldchen zahlreiche Hüllchenblätter. Die Hüllblätter sind zumindest bei den Enddolden fiederschnittig und den Laubblättern ähnlich geformt. Die Doldenstrahlen sind bis zu 15 Zentimeter lang und wie die Döldchenstrahlen rau flaumig behaart.
Die zwittrigen Blüten sind fünfzählig mit doppelter Blütenhülle. Die Kelchzähne sind kurz und dreieckig-eiförmig. Die weißen Kronblätter sind 2,5 bis 3 Millimeter lang und nicht ausgerandet. Der Griffel ist 1,5- bis zweimal so lang wie das Griffelpolster und zuletzt zurückgebogen.
Die Teilfrucht ist bei einer Länge von bis zu 10 Millimetern sowie einem Durchmesser von bis zu 6 Millimetern eiförmig. Die Hauptrippen der Teilfrucht sind dreikantig vorspringend.
Die Chromosomenzahl beträgt 2n = 22.

## Ökologie
Der Österreichische Rippensame ist ein Hemikryptophyt.
Wegen des lufterfüllten Hohlraums zwischen der äußeren und inneren Fruchtwandschicht sind die Teilfrüchte zum Schwimmen und zur Verbreitung durch fließendes Wasser befähigt.
Da das Pflanzenexemplar nach der Reife der Samen abstirbt, muss eine ständige Verjüngung durch neu aufkommende Sämlinge erfolgen. Bleibt diese Verjüngung aus, so kann die Population in kurzer Zeit erlöschen. Die Samen keimen in der Natur und in der Kultur nur sehr schwer und spärlich.

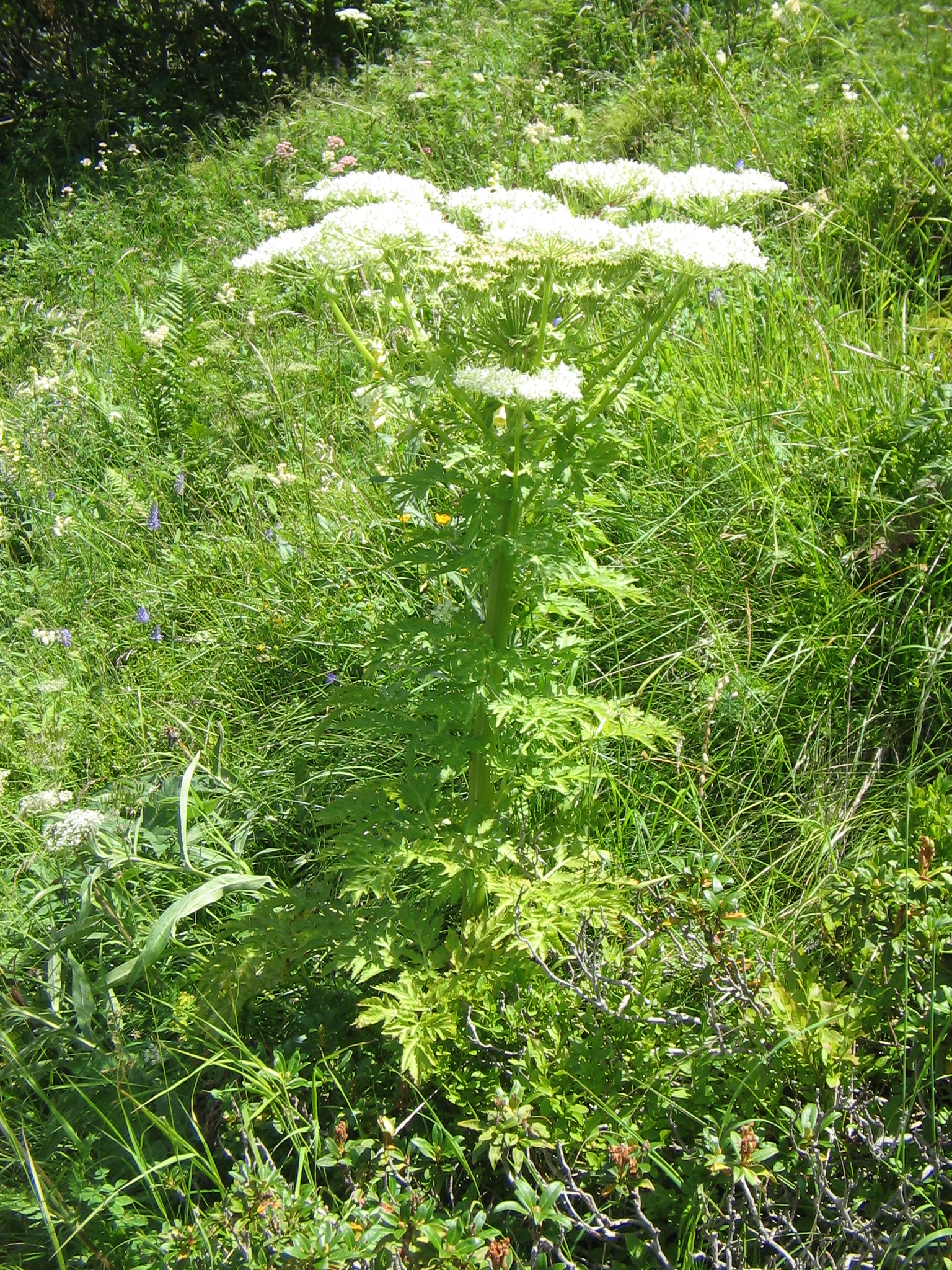
Habitus im Habitat

## Vorkommen
Der Österreichische Rippensame kommt in Europa in den Alpen, auf dem Balkan, Karpaten und selten in den mitteleuropäischen Gebirgen vor. Isolierte Einzelvorkommen gibt es in Schweden und im außeralpinen Deutschland. Außerhalb Europas kommt Pleurospermum austriacum nicht vor. Es gibt Fundortangaben für die Länder Frankreich, Schweiz, Deutschland, Österreich, Italien, Tschechien, Slowenien, Kroatien, Serbien, Bosnien und Herzegowina, Montenegro, Ungarn, Rumänien, Bulgarien, Ukraine, Slowakei, Polen, Belarus sowie Estland.
Der Österreichische Rippensame ist in Deutschland nur in den Alpen und im Alpenvorland verbreitet zu finden, darüber hinaus sehr selten auf der Schwäbischen Alb, in Franken und Thüringen. In den Allgäuer Alpen steigt Pleurospermum austriacum am Südhang des Kegelkopfs in Bayern bis in Höhenlagen von 1850 Metern auf. In Österreich steigt er selten bis zu einer Höhenlage von 1800 Meter auf.
Pleurospermum austriacum wächst einzeln oder in lockeren Beständen an lichtreichen bis halbschattigen, kalkreichen, basischen Standorten. Pleurospermum austriacum kommt meist in Stauden- und Rasengesellschaften vor. Nach Erich Oberdorfer wächst sie in Mitteleuropa vor allem in Pflanzengesellschaften der Ordnung Origanetalia, auch im Calamagrostio-Pinetum, im Alnetum incanae, in Pflanzengesellschaften des Verbands Carpinion und in Hochlagen des Verbands Adenostylion.
Die ökologischen Zeigerwerte nach Landolt et al. 2010 sind in der Schweiz: Feuchtezahl F = 3+w+ (feucht aber stark wechselnd), Lichtzahl L = 3 (halbschattig), Reaktionszahl R = 4 (neutral bis basisch), Temperaturzahl T = 3 (montan), Nährstoffzahl N = 4 (nährstoffreich), Kontinentalitätszahl K = 2 (subozeanisch).

## Taxonomie
Die Erstveröffentlichung unter dem Namen (Basionym) Ligusticum austriacum erfolgte 1753 durch Carl von Linné in Species Plantarum, Tomus I, Seite 250. Die Neukombination zu Pleurospermum austriacum (L.) Hoffm. wurde 1814 durch Franz Georg Hoffmann in Genera Plantarum Umbelliferarum Eorumque Characteres Naturales Secundum Numerum, Figuram, Situm et Proportionem Omnium Fructificationis Partium. Accedunt Icones et Analyses Aeri Incisae, S. X veröffentlicht.